# Stockholms stadsbibliotek
Stockholms stadsbibliotek invigdes 1928 och ligger vid korsningen Sveavägen och Odengatan i Vasastaden. Biblioteket rymmer cirka 400 000 böcker. Byggnaden benämns ibland Asplundhuset efter arkitekten Gunnar Asplund, som även planerade parken i bibliotekets närhet. Utöver huvudbiblioteket i Vasastaden finns det cirka 50 anslutna filialer runtom i Stockholms kommun.
I byggnaden intill fanns tidigare Tidnings- och tidskriftsbiblioteket och Internationella biblioteket med en stor nationell samling av böcker, musik etc på mer än 100 olika språk fram till 1 september 2019.

## Historik
Knut och Alice Wallenbergs Stiftelse överlämnade år 1918 en donation på 1 miljon kronor till Stockholms stad för upprättande av ett stadsbibliotek, villkorat att stadsfullmäktige för samma ändamål ur den Forsgrénska fonden anslog 575 000 kronor samt anvisade en tomt för byggnaden. Stiftelsen donerade ytterligare 130 000 kronor, varpå stadsfullmäktige beslutade att uppföra byggnaden. År 1925 tillkom ytterligare 250 000 kronor från avkastningen av B A Danelii donationsfond. Biblioteket invigdes den 31 mars 1928, i närvaro av bland andra prins Eugen, ecklesiastikministern John Almkvist, direktör K. A. Wallenberg, Karl Otto Bonnier med flera.
21 april 2018 firades bibliotekets 90-årsjubileum under Kulturnatten, som stadsbiblioteket deltog i för andra året i rad.

## Byggnaden

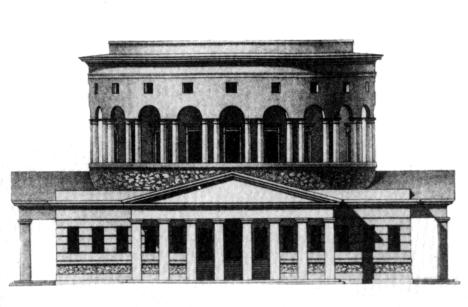
Claude Nicholas Ledoux: Rotonde de la Villette.

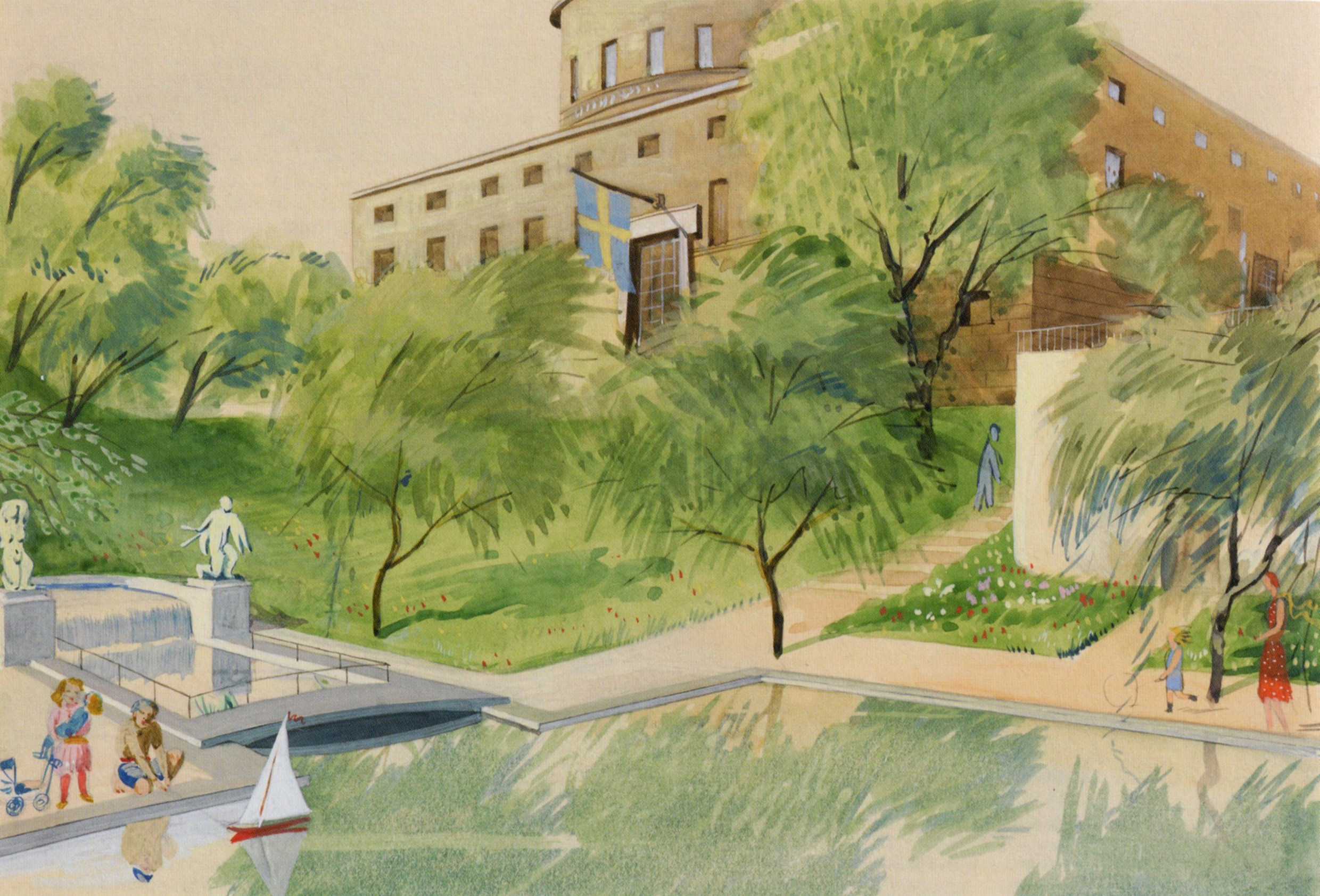
Asplunds perspektivskiss 1931.

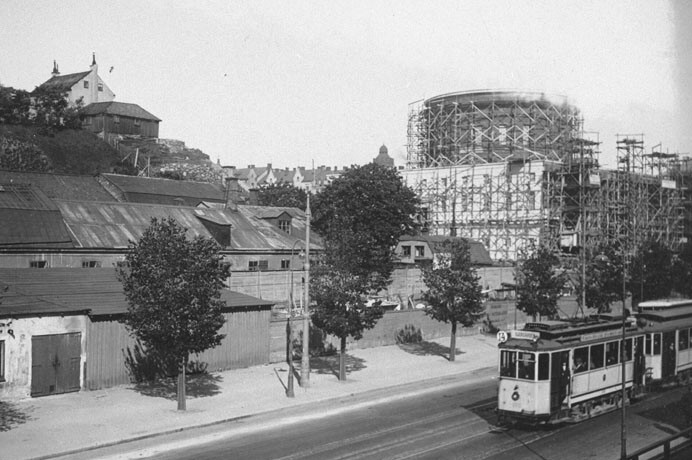
Under byggnad 1927.

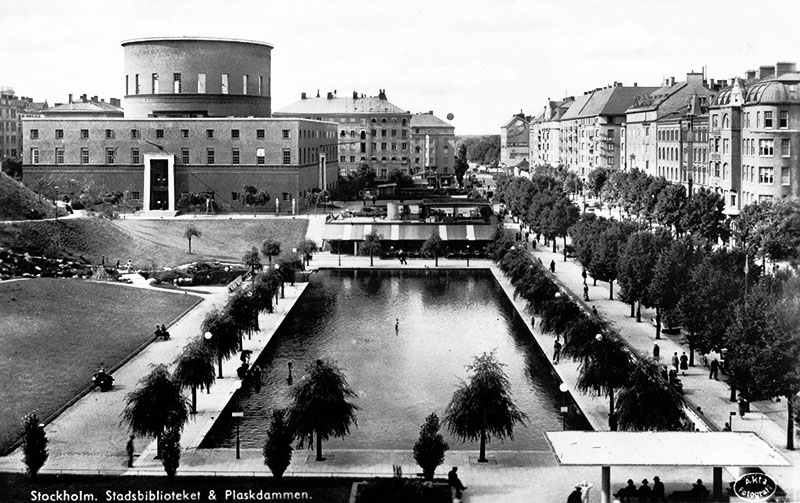
Nyuppfört, slutet av 1920-talet.

I Stockholm hade man tillsatt en stadsbibliotekskommitté, där Gunnar Asplund kom med 1918. Från början arbetade Asplund med stadsplanen för området kring Observatorielunden. Under en studieresa till USA fick han klart för sig hur han skulle lägga upp huvuddragen för biblioteket med en centralhall för utlåning, omgiven av mindre läsrum och ljusgårdar.
De första skisserna visar centralbyggnaden med en kupol. Asplund valde sedermera att ge byggnadens yttre en monumental resning genom en hög cylinder. Bland förebilderna stod bland annat 1700-talets Barrière Saint-Martin (Rotonde de la Villette) i Paris.
Asplunds skapandeprocess för Stockholms stadsbibliotek inföll under en stilmässig brytningstid inom arkitekturen i Sverige. Asplunds tidiga skisser för byggnaden visar fortfarande en mer traditionell klassicism. När biblioteket efter tio års arbete i mars 1928 stod klart hade det blivit ett av de främsta exemplen på svensk tjugotalsklassicism, en stilriktning som övriga världen kallade “Swedish grace”. Byggnaden kom att bli förebild för andra biblioteksbyggnader i Sverige, bland annat Örebro stadsbibliotek och konserthus.
Det skulle även bli Asplunds sista storverk i denna stil; de basarliknande längorna vid bibliotekets entré mot Sveavägen från 1928 har redan klara funktionalistiska drag och två år senare, på Stockholmsutställningen 1930, hade Asplund helt gått över till funktionalismen.

## Annexet
I Annexet bredvid Stadsbiblioteket, på Odengatan 59, låg fram till hösten 1995 Grünewalds målarskola. Därefter fanns där till 1 september 2019 Internationella biblioteket och Stadsbibliotekets tidningar och tidskrifter med 140 löpande dagstidningar och ca 1200 tidskrifter. Lika många avslutade tidskrifter förvarades i magasin.

## Ej genomförda till- och ombyggnader
Sommaren 2006 utlyste Stockholms stadsbyggnadskontor i samverkan med fastighets- och saluhallsnämnden, kulturnämnden och marknämnden en tävling för ett förslag till tillbyggnad av Stadsbiblioteket. Över tusen förslag kom in, varav sex blev nominerade till den sista omgången. Den 16 november 2007 offentliggjordes att förslaget Delphinium av Heike Hanada hade vunnit tävlingen. Tävlingen var av rådgivande natur. Inget slutgiltigt politiskt beslut har ännu (2014) tagits om utformningen av det nya stadsbiblioteket. De ingrepp i Gunnar Asplunds arkitektur och i Observatorielunden, som det vinnande förslaget krävde, har lett till en debatt angående en alternativ placering för ett nytt, expanderat stadsbibliotek.
Den 12 oktober 2009 avbröts alla planer på en tillbyggnad av biblioteket, främst med hänvisning till de skenande kostnaderna som förknippats med projektet (1,4 miljarder istället för 800 miljoner kronor). Men enligt dåvarande kulturborgarrådet Madeleine Sjöstedt har man i stadshuset även "tagit intryck av kritiken" som framfördes av bland annat ICOMOS, Unescos expertorgan för kulturmiljöfrågor, Svenska Akademien, och en rad andra organisationer. Bland andra menade arkitekturhistorikern Eva Eriksson: "Delphinium faller på flera punkter. Dess väldiga volym blir förödande för platsen och degraderar det gamla biblioteket till annex".
I mars 2012 togs ett utredningsbeslut i fastighetsnämnden och kulturnämnden om att utreda behovet av upprustning och utveckling av Stadsbiblioteket. Stockholms stad har genomfört en arkitektupphandling som föregicks av en prekvalificeringsrunda, som innebar att arkitektkontoren måste uppfylla särskilda krav för att få delta. Bland dem som anmälde sig valdes de fem bäst lämpade arkitektkontoren ut och erbjöds lämna anbud. Det blev brittiska Caruso St John Architects, som tillsammans med Scheiwiller Svensson fick uppdraget. En förutsättning för upprustningen och utvecklingen av Stadsbiblioteket var även att politikerna fattade ett inriktningsbeslut, vilket togs i oktober 2015 av fastighetsnämnden och kulturnämnden, och därefter av kommunfullmäktige i februari 2016.

## Renovering 2024–2027
Stockholms stadsbibliotek är efter nästan hundra år som stadens huvudbibliotek i behov av omfattande renovering och teknisk upprustning. Biblioteket stängde för renovering i juni 2024. Renoveringen beräknas pågå till slutet av 2027. Böcker från bibliotekets bokbestånd kan under tiden beställas genom stadens övriga fyrtio bibliotek, dit också programverksamheten förläggs. Hösten 2024 öppnar en ersättningslokal för bibliotekets barn- och ungdomsverksamhet i Annexet på Odengatan 59, bredvid Stadsbiblioteket.
Renoveringen inleds 2025 med en upprustning av byggnadens tekniska installationer för el, vatten och värme, som har uppnått sin tekniska livslängd.

## Byggnadsminne
Redan 1983 väcktes frågan om att byggnadsminnesförklara Stadsbiblioteket, och 1992 beslöt Stockholms kommunfullmäktige att staden skulle godkänna en byggnadsminnesförklaring av Asplunds berömda byggnad.  Även det internationella expertorganet International Council on Monuments and Sites (ICOMOS) krävde att biblioteket, inklusive annex och park, skulle skyddas enligt kulturminneslagen, det vill säga byggnadsminnesförklaras.  Stadsbibliotekets byggnader blev först blåmärkta i Stadsmuseets kulturhistoriska klassificering av Stockholms bebyggelse. Det innebär att bebyggelsen  kulturhistoriska värde av stadsmuseet anses motsvara fordringarna för byggnadsminnen i Kulturmiljölagen. Men först 27 november 2017 beslutade länsstyrelsen om byggnadsminnesförklaring av Asplunds biblioteksmiljö.

## Organisation
Stadsbiblioteket är en del av nätverket Stockholms stadsbibliotek (SSB), som består av cirka 50 stadsdelsbibliotek.

### Stadsbibliotekarier[23]
- Fredrik Hjelmqvist, 1925-1941
- Karl Knutsson, 1941-1954
- Krister Gierow, 1954-1956
- Gert Hornwall, 1956-1967
- Lars Tynell, 1967-1978
- Ulf Dittmer, 1978-1986
- Bo Lund, 1986-1995
- Jan Boman, 1995-2000
- Inga Lundén, 2000-2015
- Katti Hoflin, 2015-2018
- Daniel Forsman, 2018 - pågående

## Bilder
Exteriörer

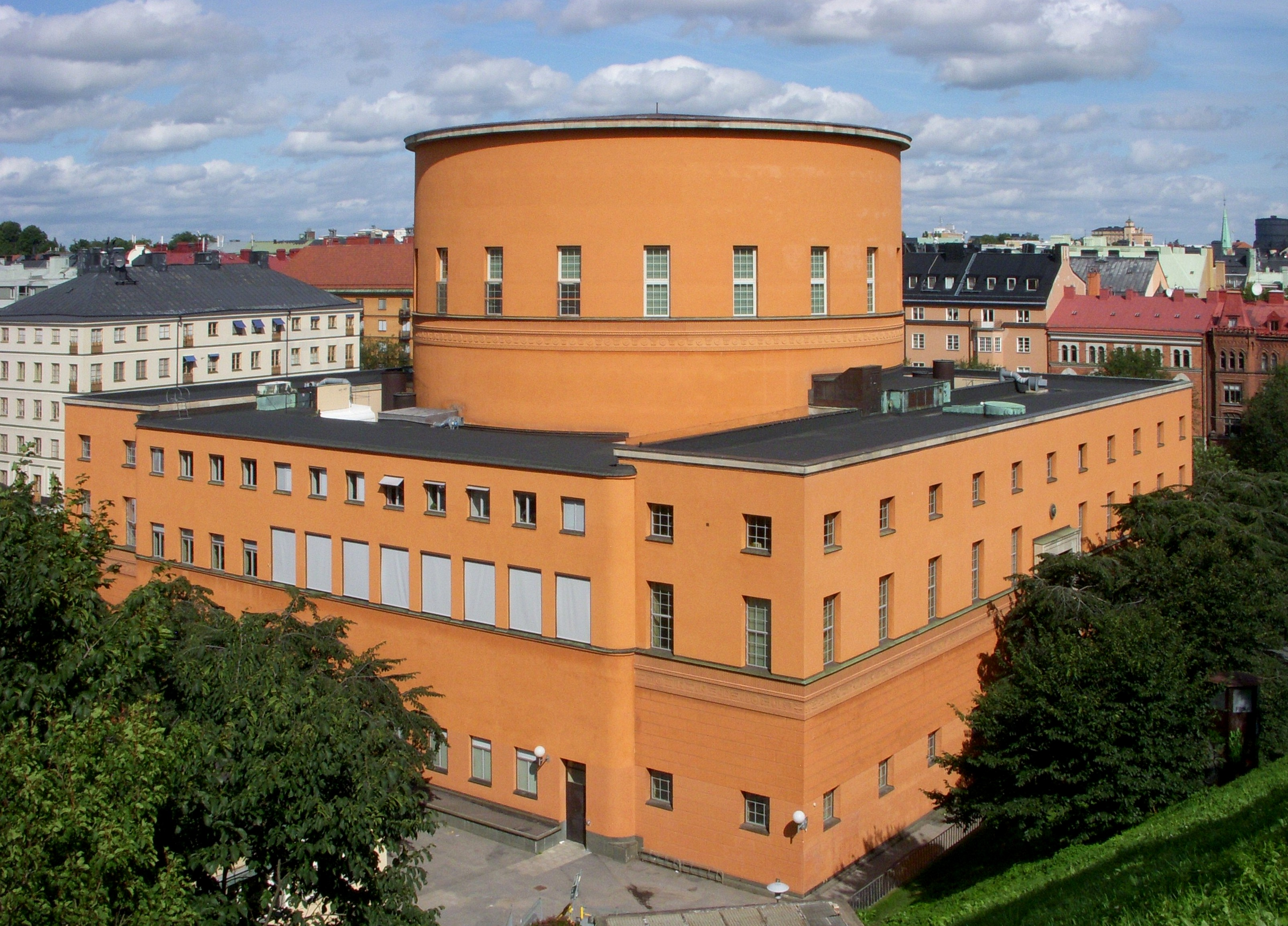
Huvudbyggnaden från Observatoriekullen
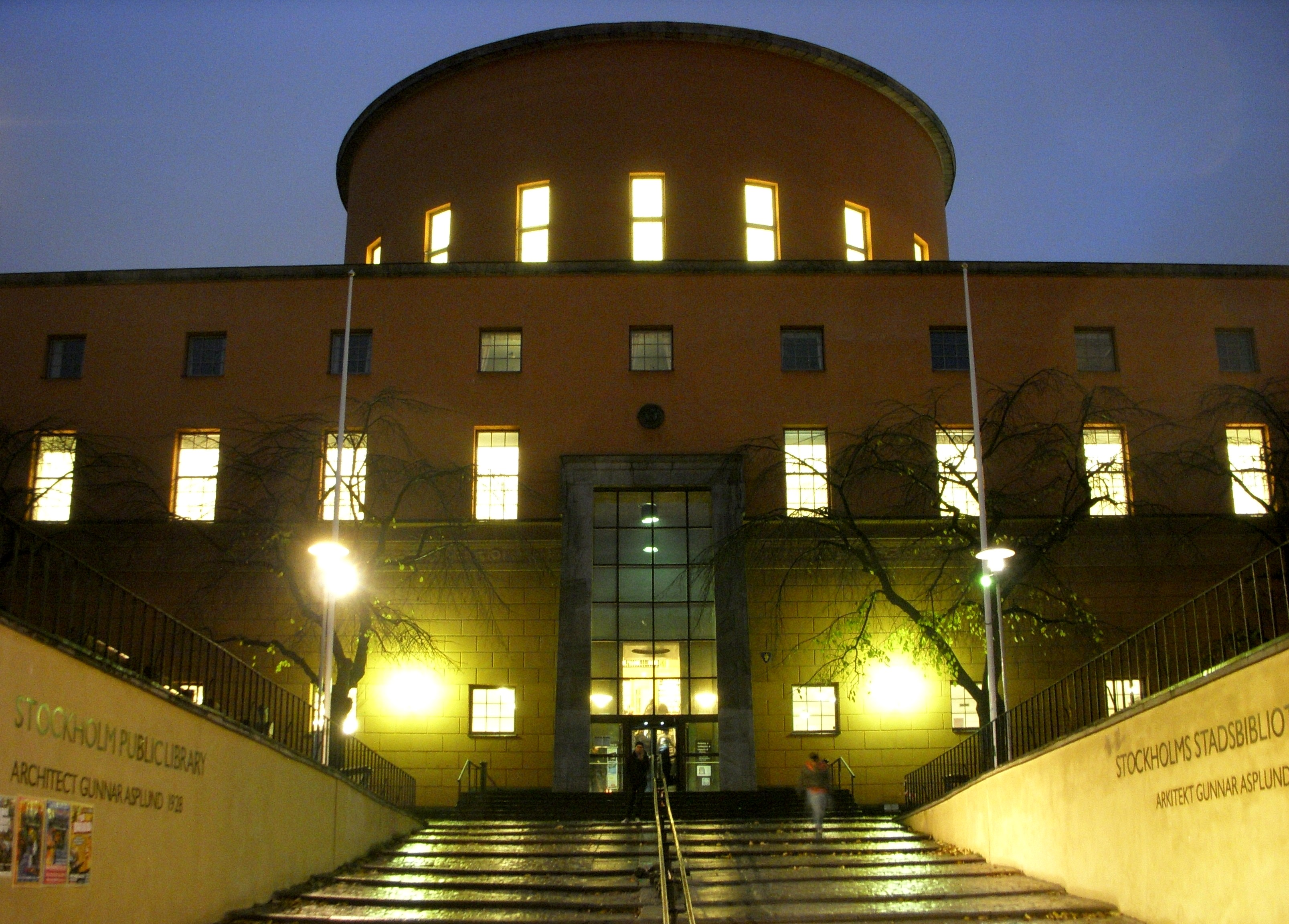
Entrén från Sveavägen
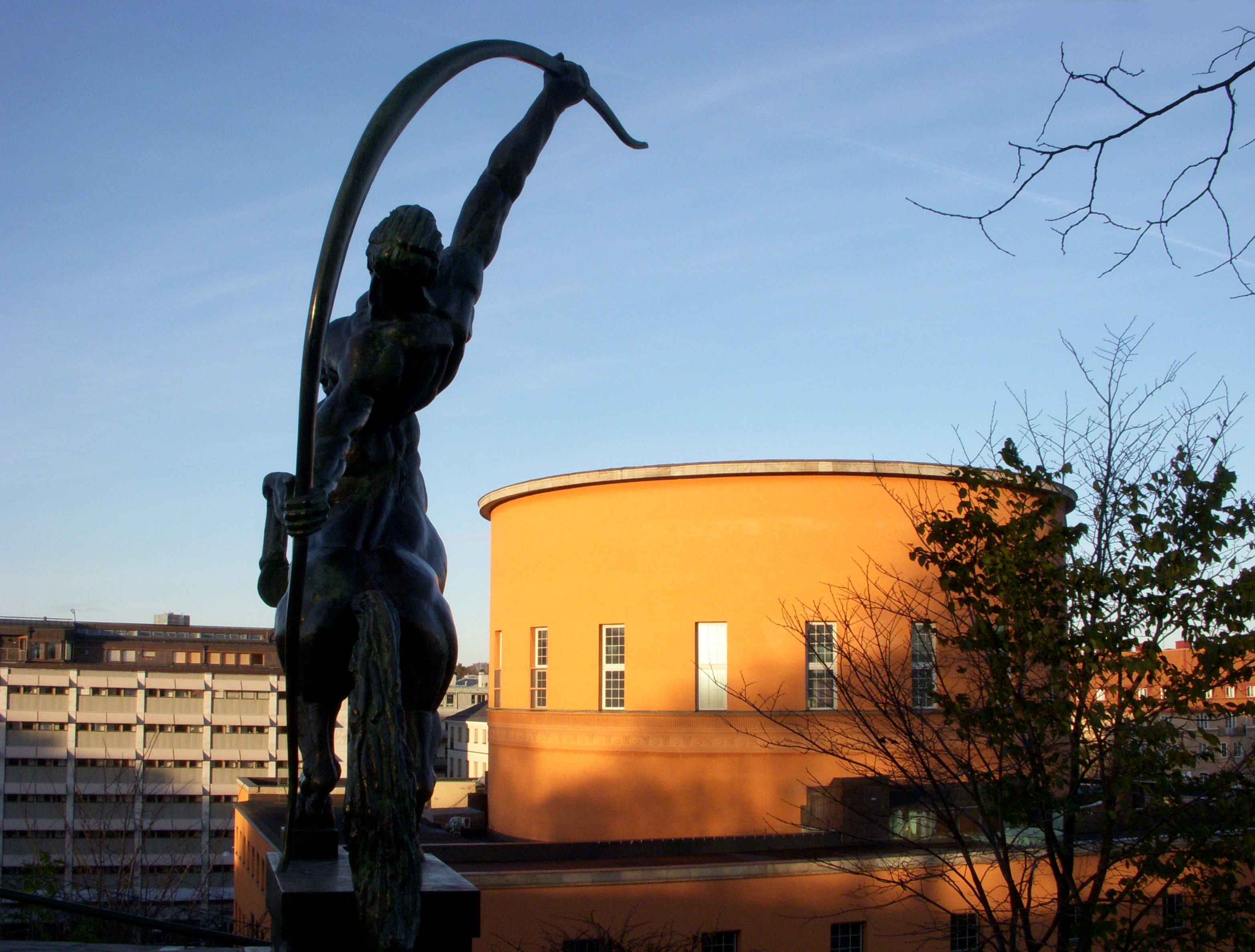
Rotundan med skulpturen Kentauren (skulptur)
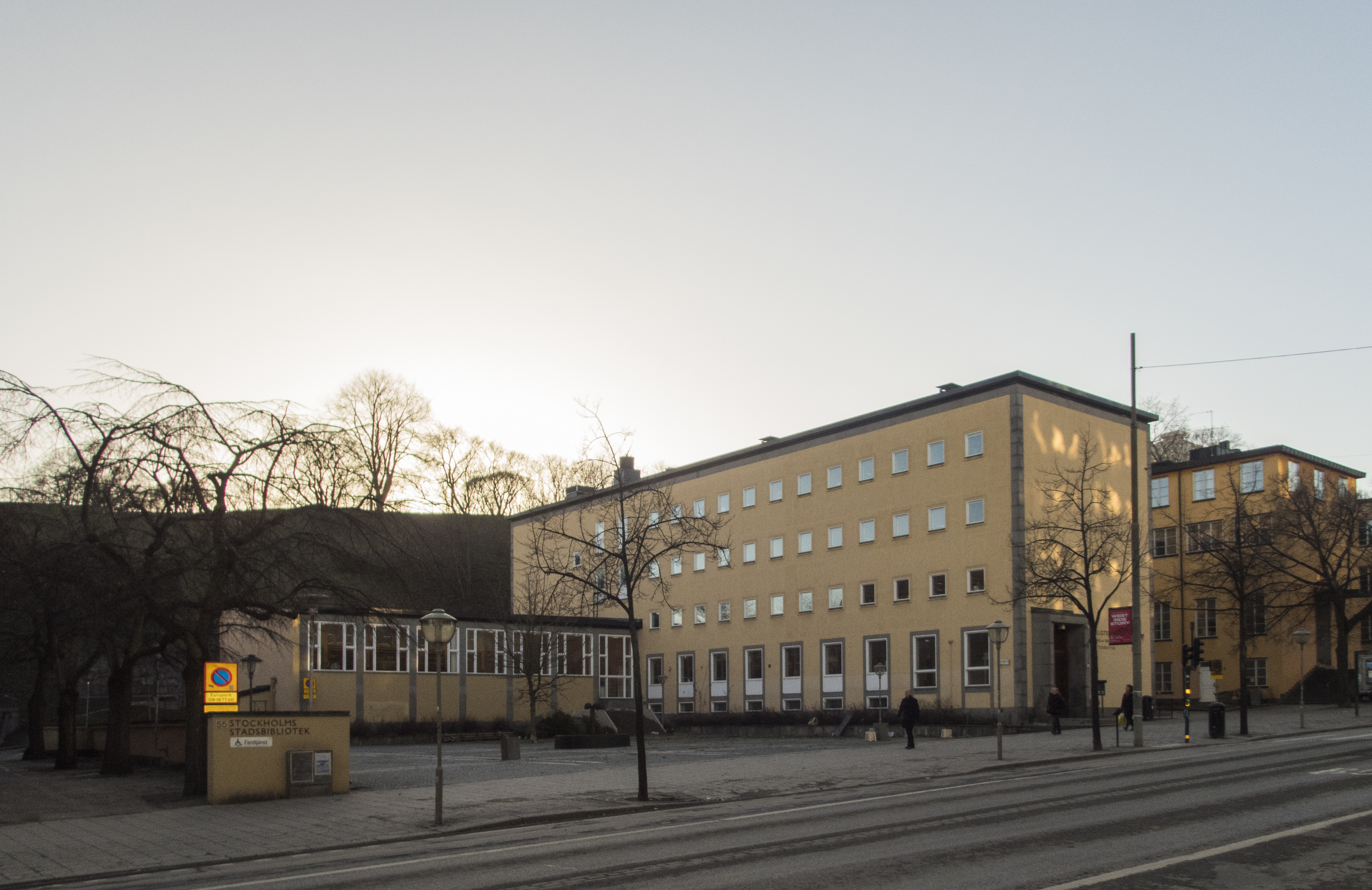
Annexbyggnader mot Odengatan

Interiörer

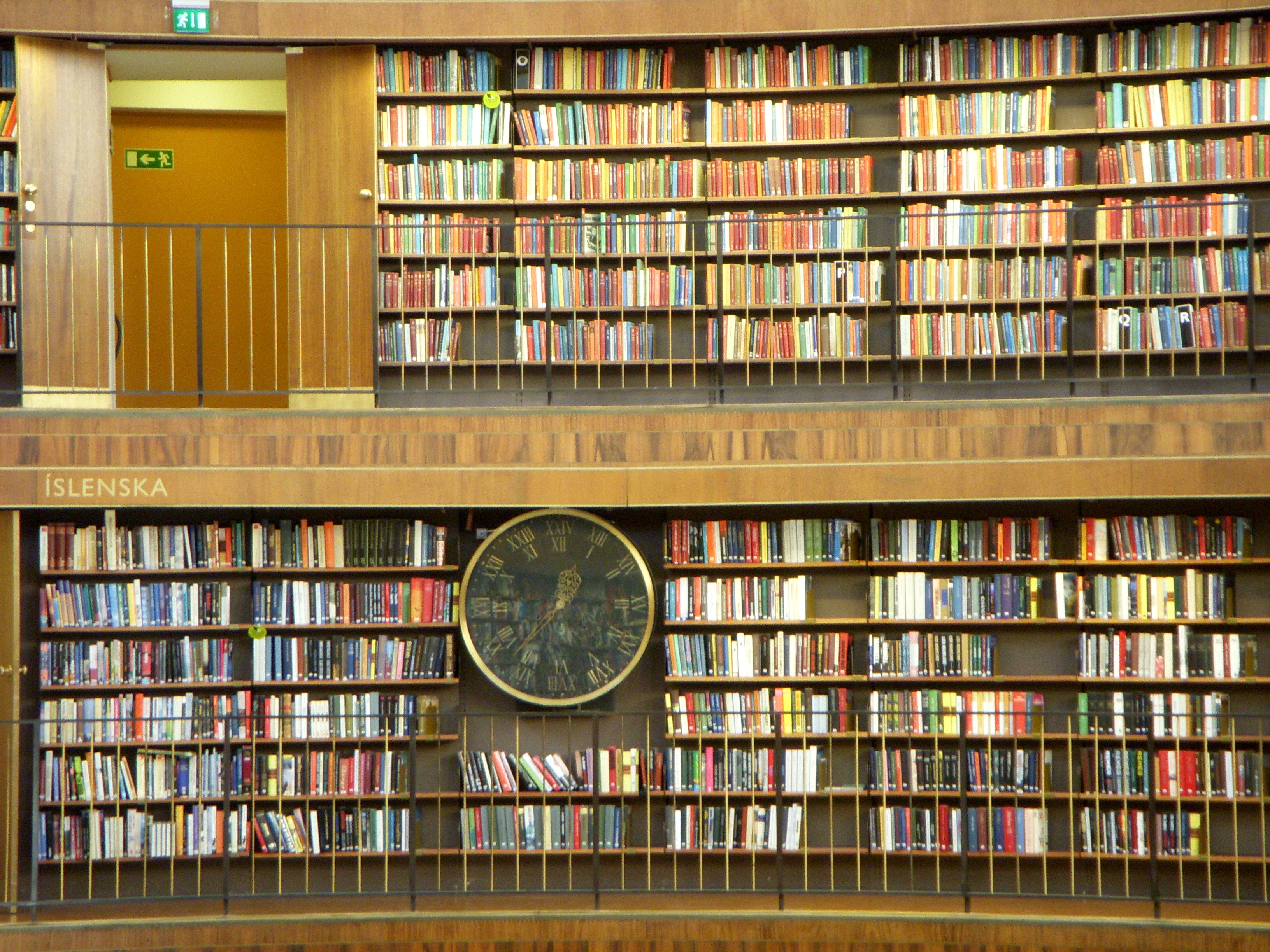
Bokhyllor i rotundan
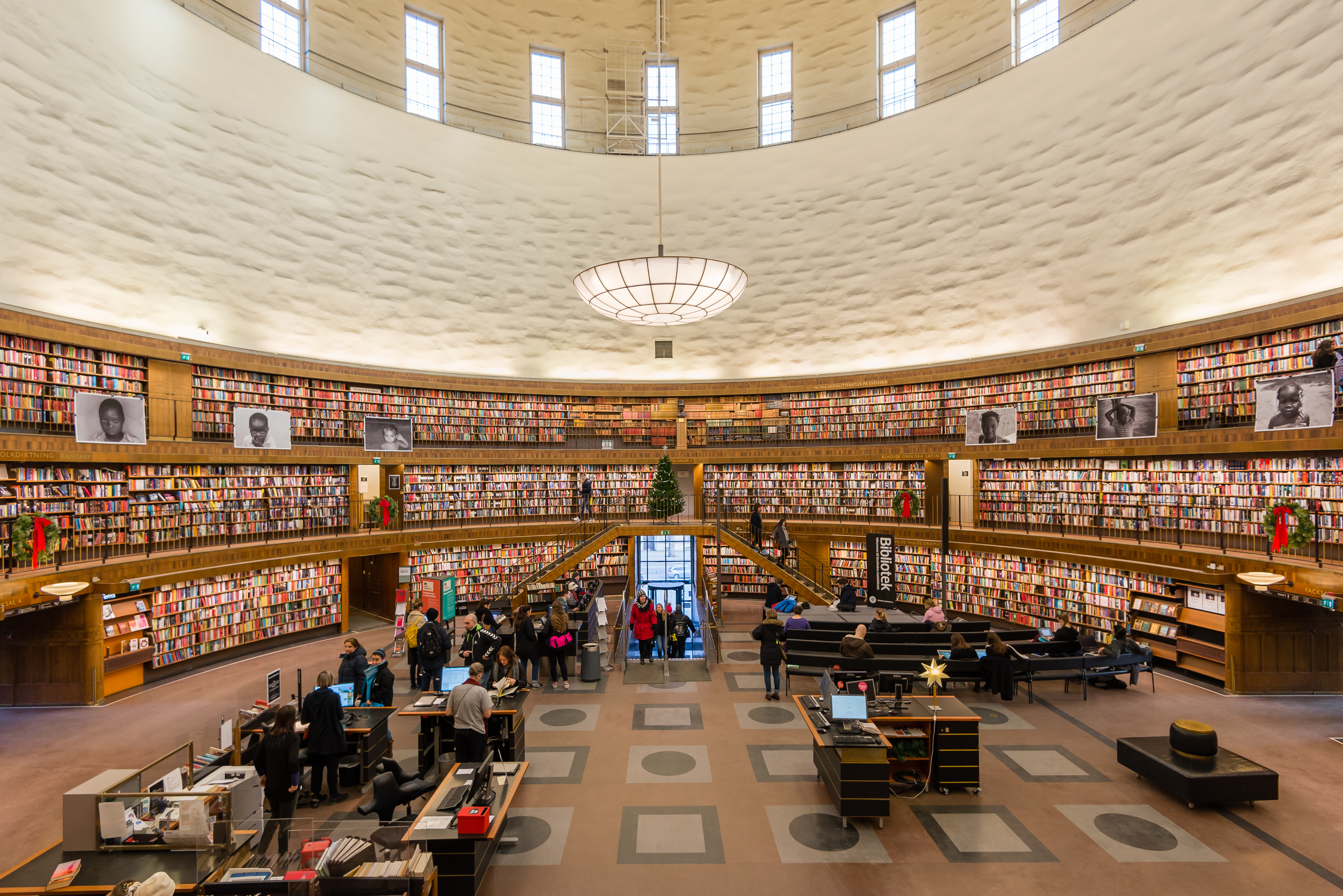
Rotundan i januari 2015
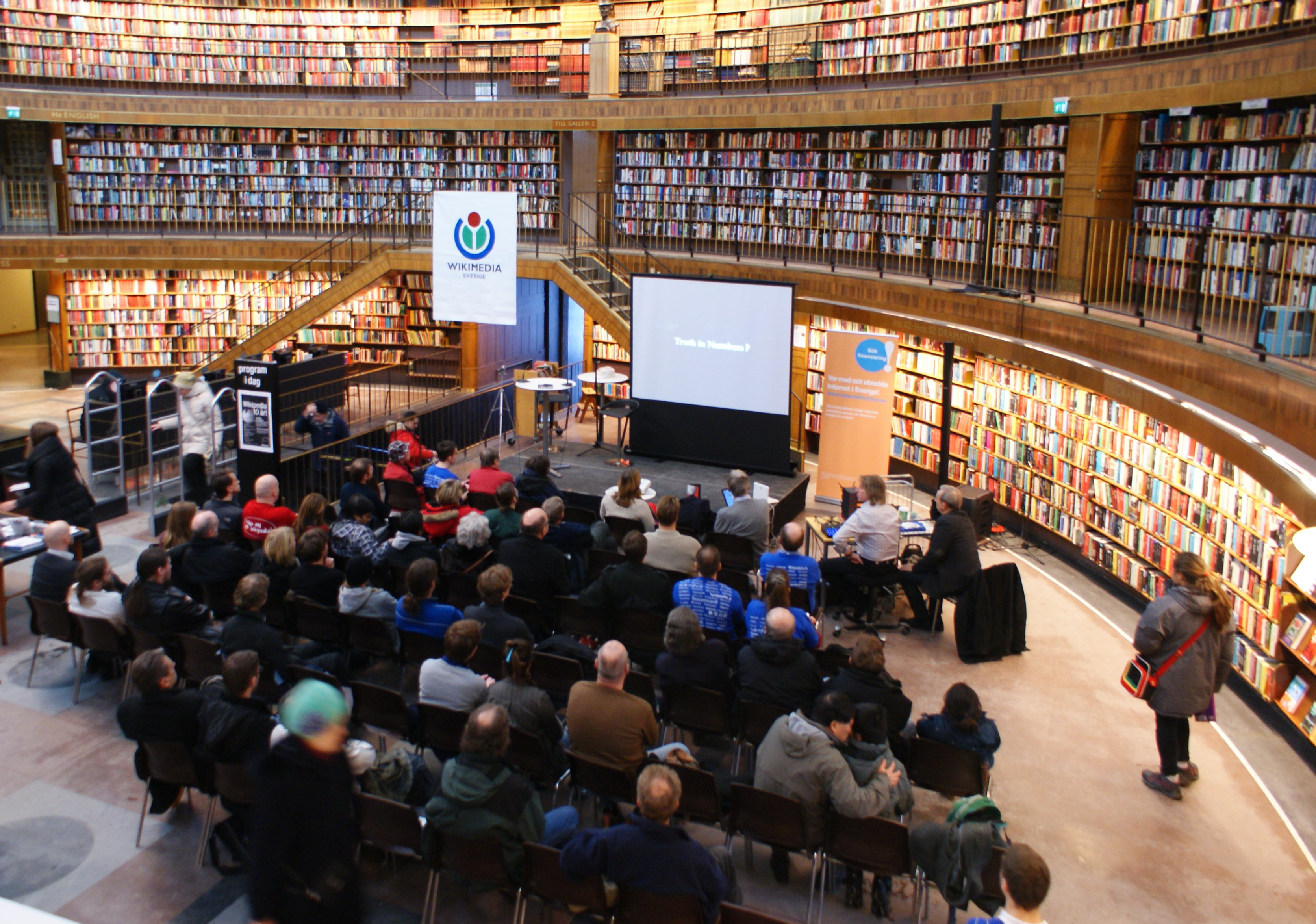
Wikimedia Sveriges evenemang i rotundan, 2011
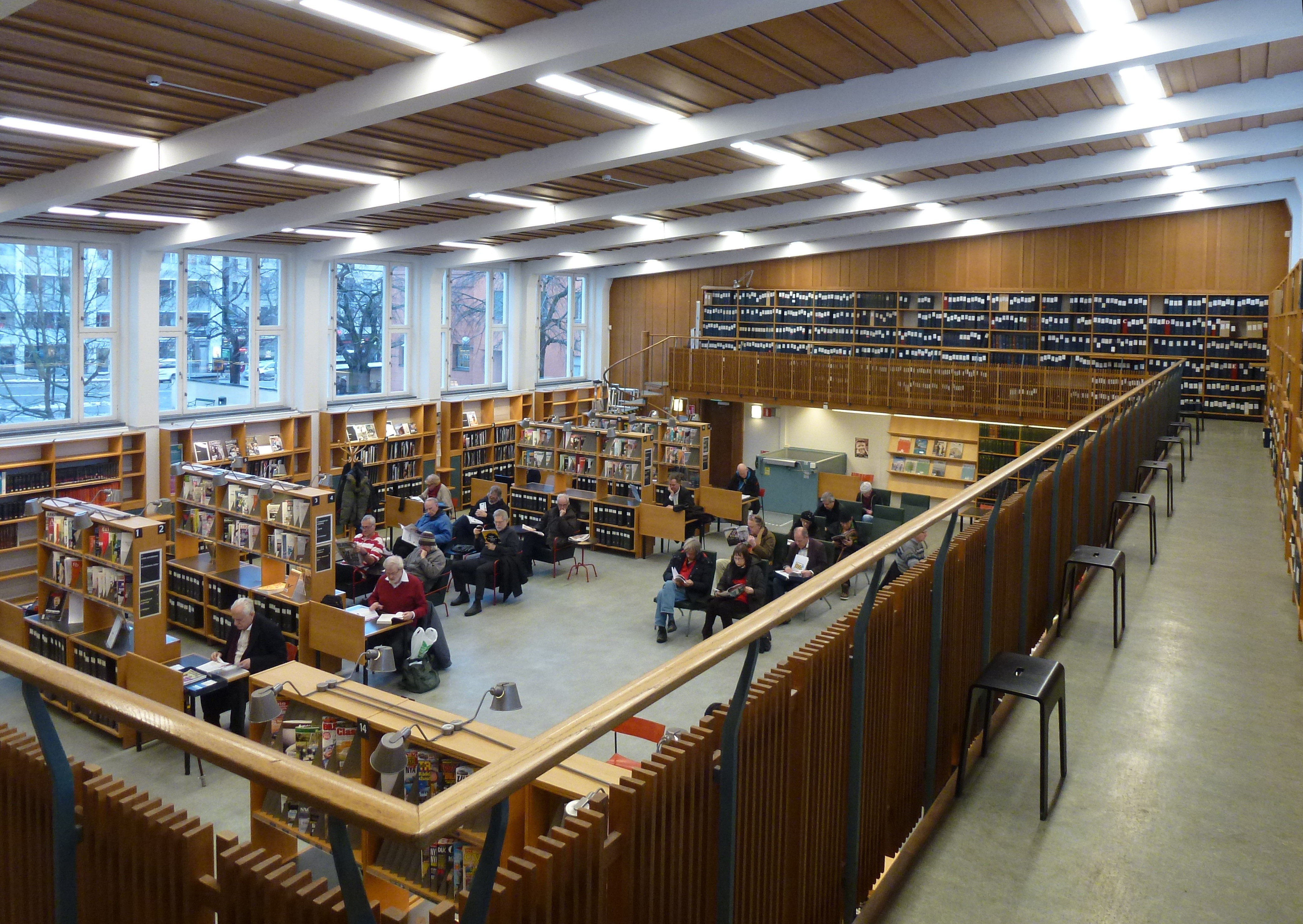
Läsesalen i annexet för tidningar och tidskrifter

Detaljer

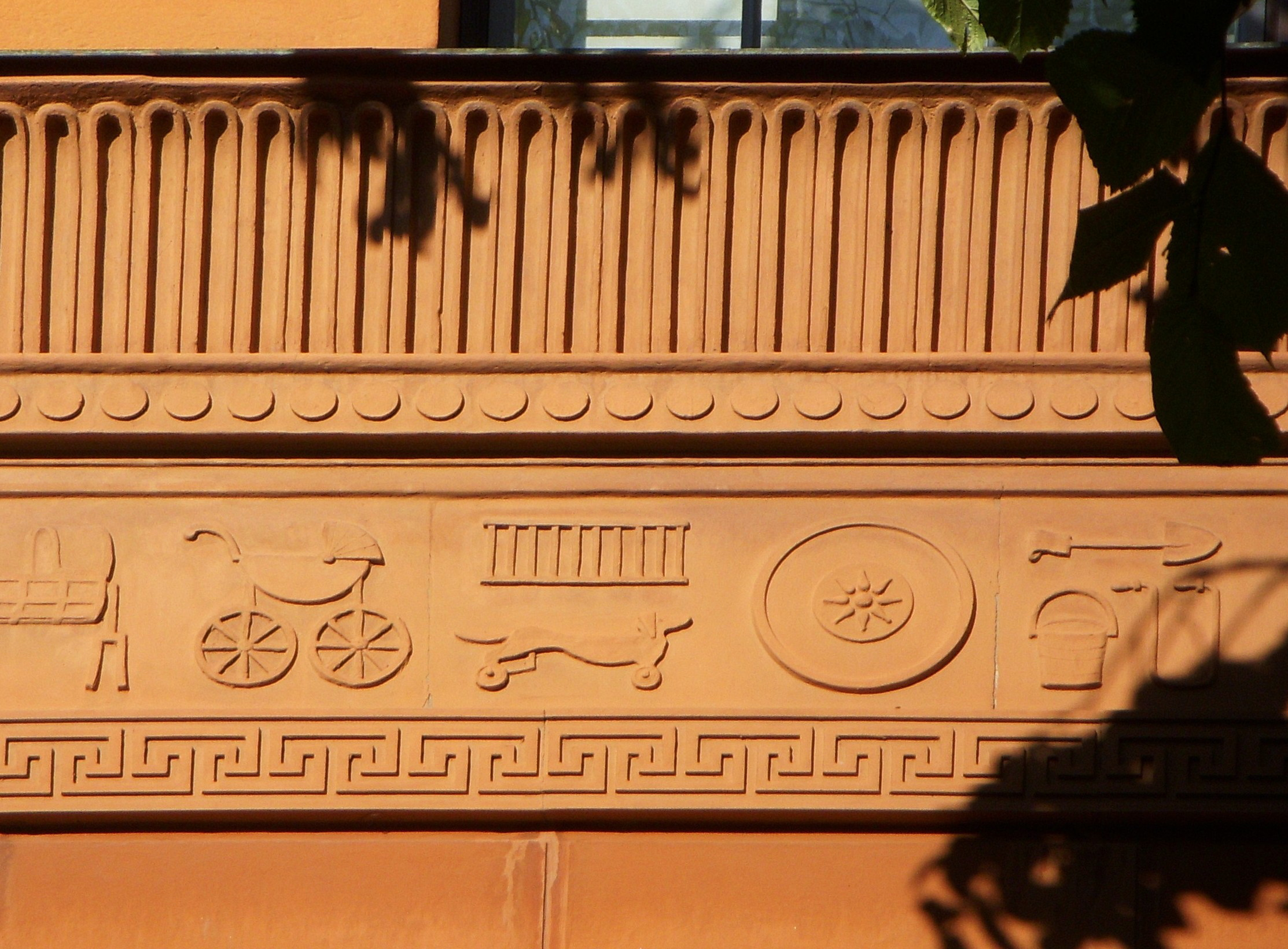
Fasaddetalj
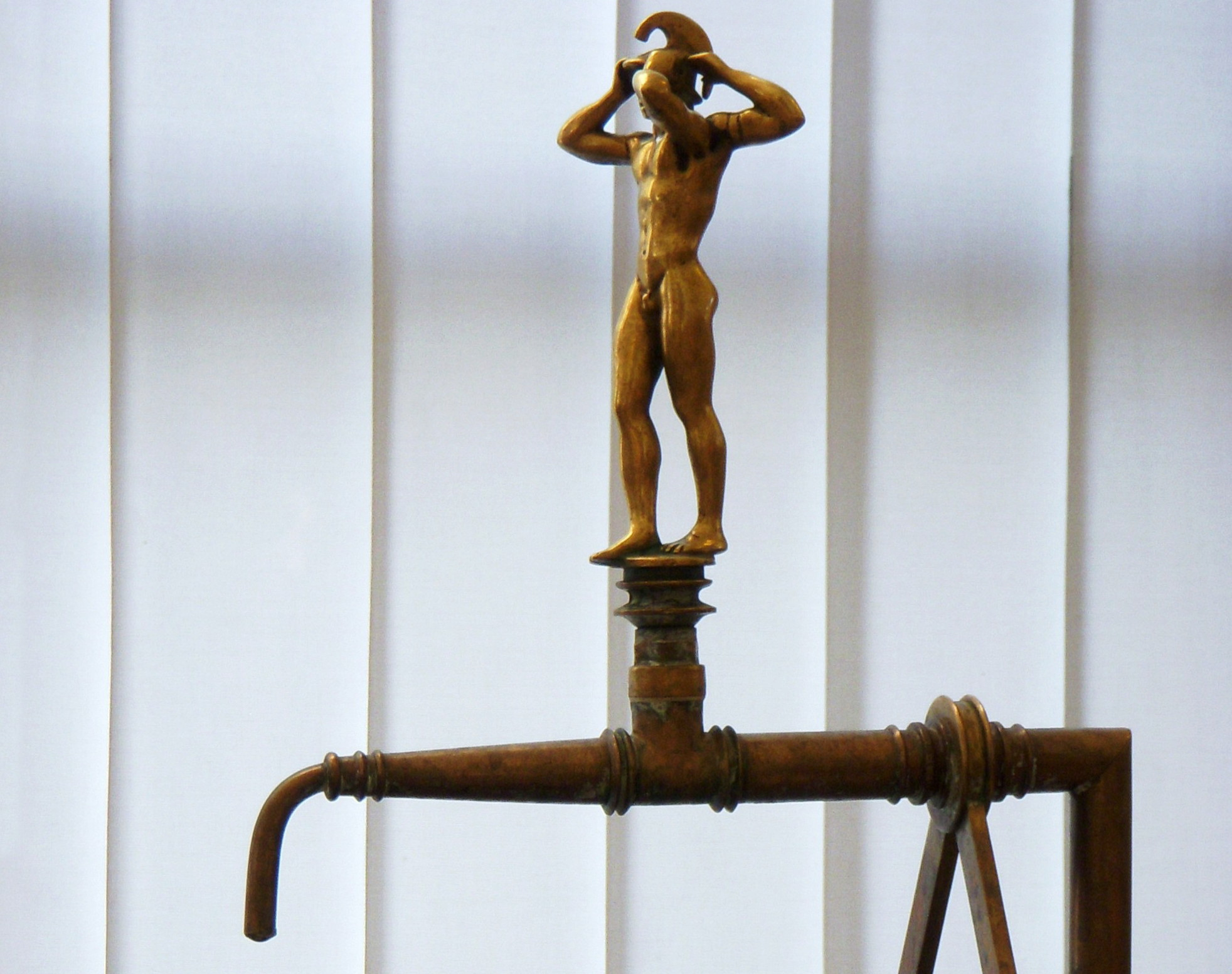
Dricksfontän, bronsskulptur
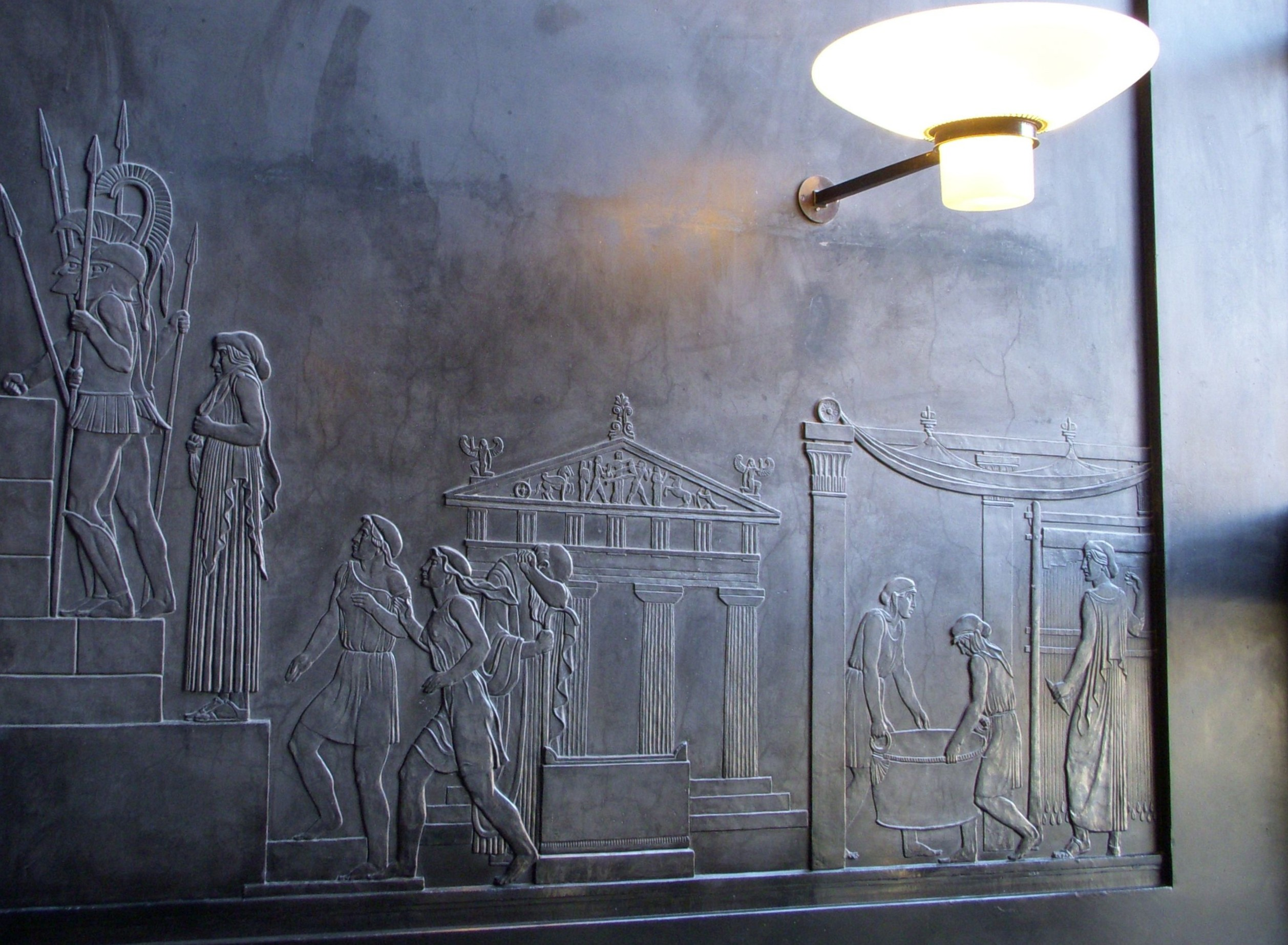
Ivar Johnssons relief i entrén
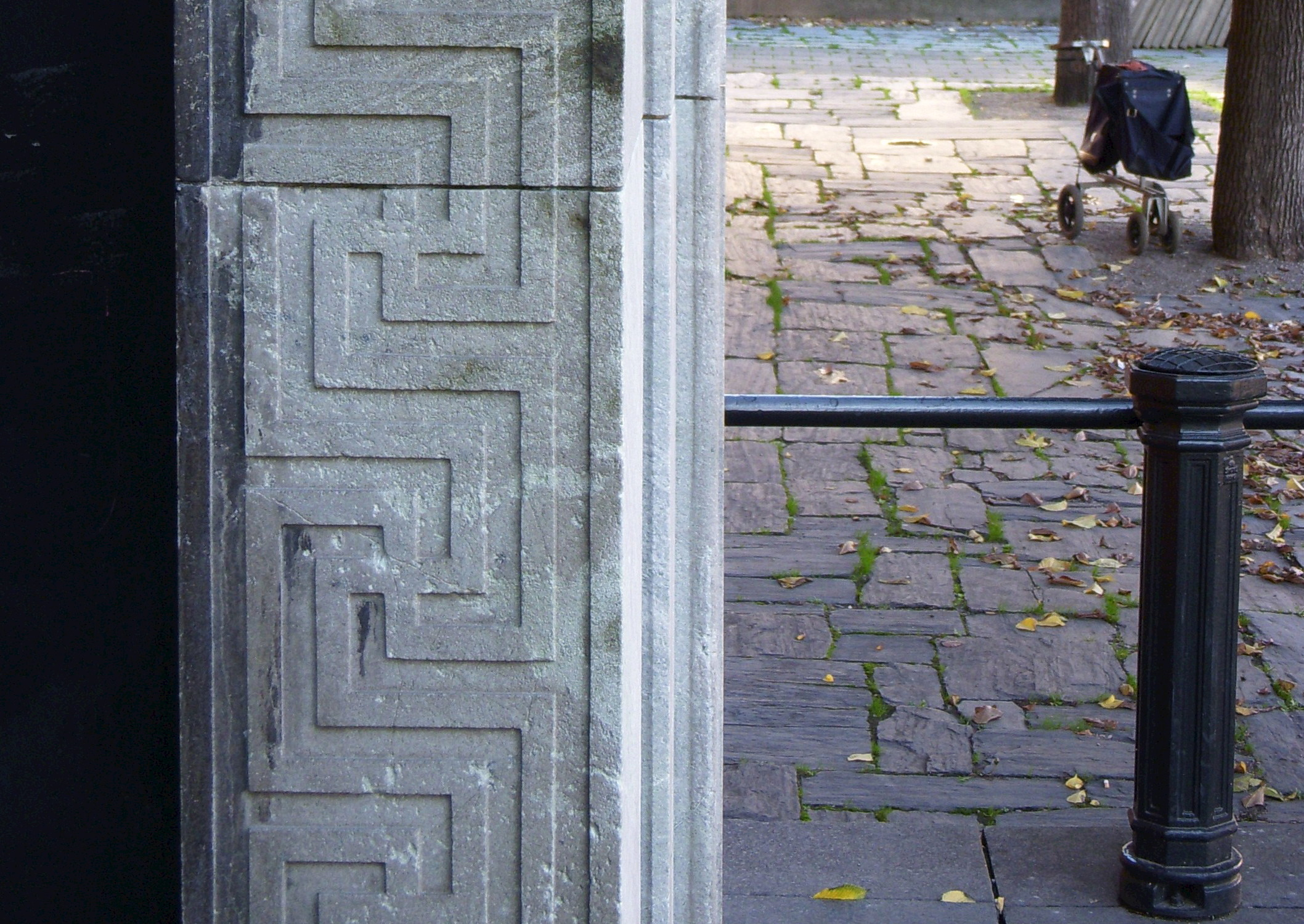
Inramning av entréportalen

### Skisser

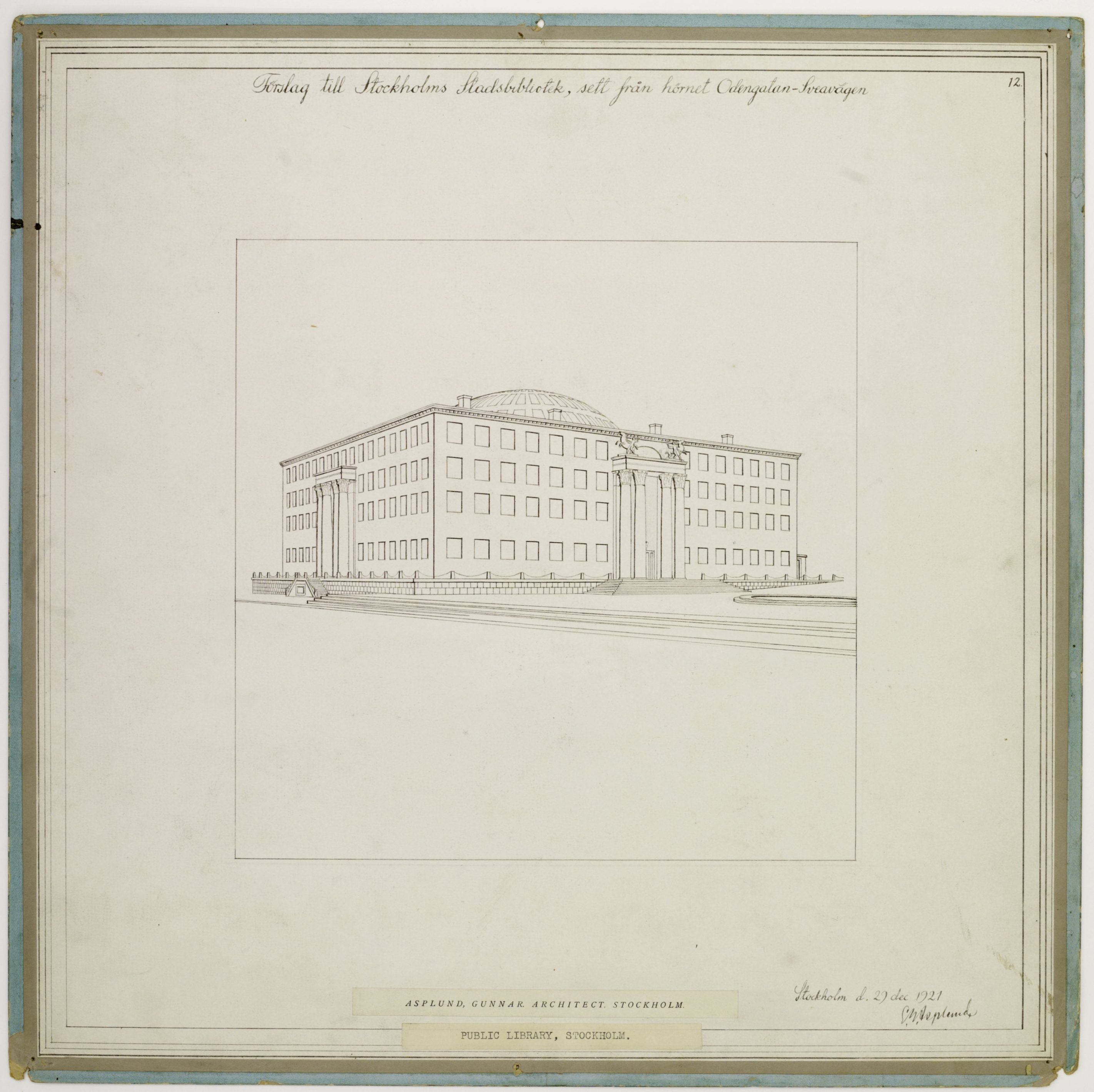
Gunnar Asplunds förslag från december 1921. Perspektiv från hörnet Odengatan–Sveavägen.
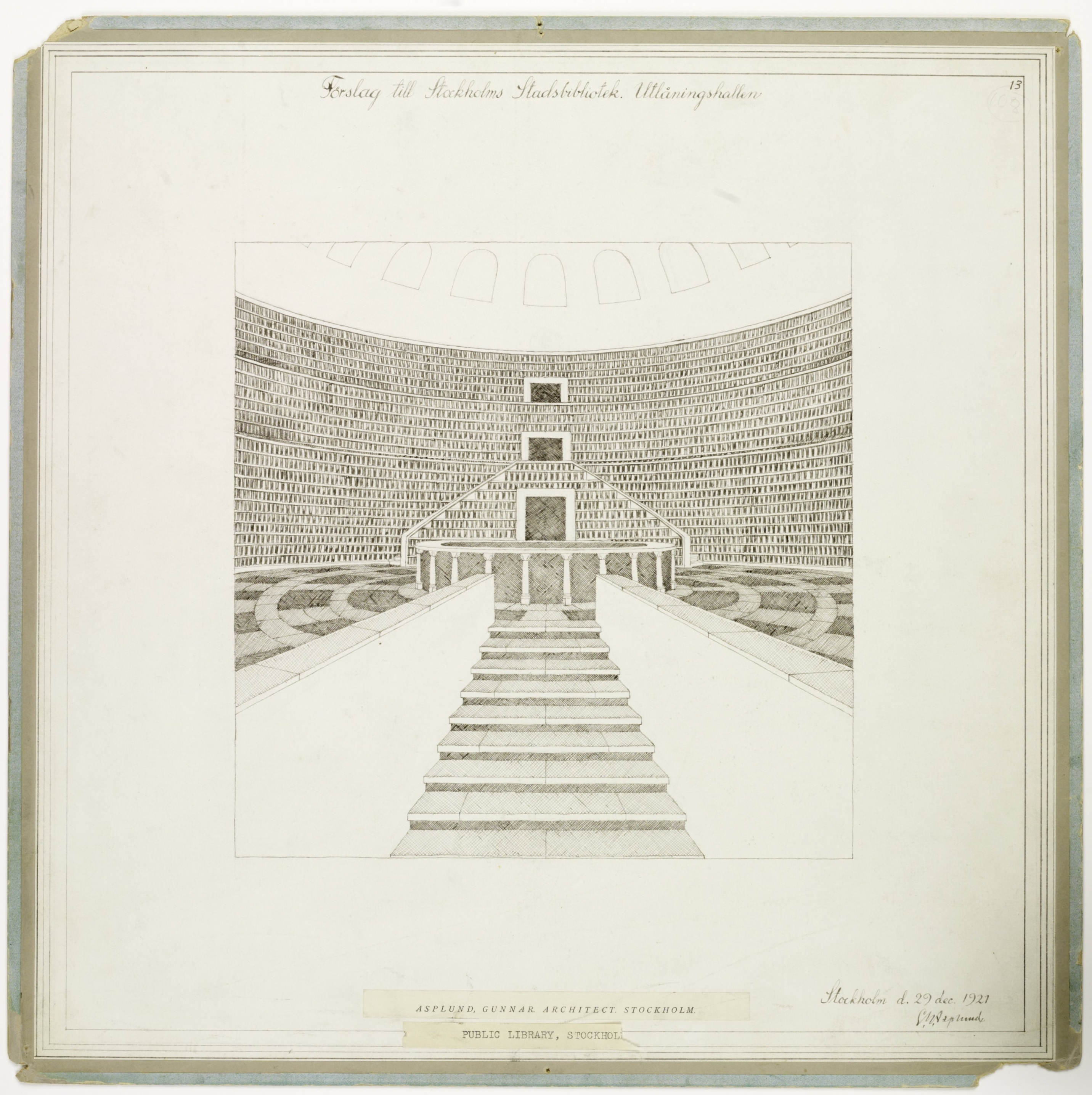
Gunnar Asplunds förslag från december 1921. Perspektiv utlåningshallen.